# Pitmedden
Pitmedden, schottisch-gälisch: Baile Mheadhain, ist eine Ortschaft in der schottischen Council Area Aberdeenshire. Sie liegt rund sieben Kilometer südwestlich von Ellon und 22 Kilometer nördlich des Zentrums von Aberdeen am Bronie Burn.

## Geschichte
Nördlich von Pitmedden zeugt ein Steinkreis von der frühen Besiedlung der Umgebung. Mit Tolquhon Castle und Esslemont Castle befinden sich nordwestlich beziehungsweise nordöstlich zwei Wehrbauten, die vermutlich im Laufe des 15. Jahrhunderts errichtet wurden. Das Tower House Udny Castle entstand im 16. oder frühen 17. Jahrhundert.
Spätestens seit 1430 befand sich ein Herrensitz am Ort des heutigen Pitmedden House. Bekannt ist es insbesondere durch seine Gärten (Pitmedden Great Garden) und das im ehemaligen Gutshof eingerichtete Bauernhofmuseum.
Zwischen 1961 und 2011 stieg die Einwohnerzahl Pitmeddens von 306 auf 1440 an.

## Verkehr
Die von Ellon nach Dufftown führende A920 umfährt Pitmedden. Sie bindet die Ortschaft im Osten an die A90 (Edinburgh–Fraserburgh) und im Westen an die A947 (Aberdeen–Macduff) an.